# Цихисдзири (Мцхетский муниципалитет)
Цихисдзири (груз. ციხისძირი, азерб. Çömbərli) — село Мцхетского муниципалитета, края Мцхета-Мтианети республики Грузия с преимущественно азербайджанским населением. Находится на юго-востоке Грузии, на территории исторической области Шида-Картли.

## История
Посетивший в XVIII веке село путешественник Иоганн Гюльденштедт отмечал: 
В Цихезире есть 3 церкви, 2 с армянскими и одна с грузинскими надписями; кругом много надгробных камней и ям от бывших домов, которые когда-то здесь стояли.

## Топоним
Топоним села Цихисдзири в переводе с грузинского языка означает «у подножья крепости (скалы)» или «под крепостью (скалой)». Среди местного азербайджанского населения, помимо топонима Чёмбарли, распространено также название Карагасанли (азерб. Qarahəsənli), что в переводе на русский язык означает «принадлежащее Чёрному Гасану».

## География
Село расположено в Мухранской впадине, на левом берегу реки Ксани, в 21 км от районного центра Мцхета, около автомобильной дороги Тбилиси — Гори.
Граничит с городами Тбилиси и Мцхета, сёлами Дзвели-Канда, Патара-Канда, Мухрани, Дзалиси, Вазиани, Цилкани, Эреда, Ахалубани, Чардахи, Церовани, Галавани, Агдгомелаанткари, Натахтари и Мисакциели Мцхетского Муниципалитета.

## Население
По данным Государственного статистического комитета Грузии, согласно официальной переписи 2014 года, численность населения села Цихисдзири насчитывает 1606 человек, из которых 61,3 % составляют азербайджанцы, 34,5 % — грузины.
Первая перепись населения в селе была проведена в 1926 году и показала, что в то время его численность была равна 117 жителям в 24 семьях.

## Экономика
Население в основном занимается сельским хозяйством, овцеводством, скотоводством и овощеводством.

## Инфраструктура
- Средняя школа[4][6]

## Известные уроженцы
- Али Чёмбарли — поэт[4];
- Али Бабаев — председатель Конгресса грузинских азербайджанцев[4];
- Октай Кязимов — поэт и переводчик[4].